# Леон (митологија)
Леон је у грчкој митологији било име више личности.

## Етимологија
Ово име означава лава.

## Митологија
- Према Хигину, био је један од Актеонових паса.[2]
- Био је гигант, највероватније Гејин син, који је описан као „лавовски“. Убио га је Херакле током гигантомахије и од његове коже направио плашт. На приказу ове борбе богова и гиганата на Пергамском жртвенику, појављује се и лик гиганта са лављом главом.[1]
- Према Аполодору, био је један од Ликаонида.[3]